# Campeonato Mundial de Atletismo Sub-20 de 2022 - Salto com vara feminino
A prova do salto com vara feminino do Campeonato Mundial de Atletismo Sub-20 de 2022 ocorreu  entre os dias 1 a 4 de agosto de 2022 no Estádio Olímpico Pascual Guerrero, em Cali, na Colômbia.

## Recordes
Antes desta competição, os recordes mundiais e do campeonato nesta prova eram os seguintes:
|       | Nome           | Nacionalidade  | Altura | Local       | Data                  |
| ----- | -------------- | -------------- | ------ | ----------- | --------------------- |
| WU20R | Wilma Murto    | Finlândia      | 4.71 m | Zweibrücken | 31 de janeiro de 2016 |
| CR    | Angelica Moser | Suíça          | 4.55 m | Bydgoszcz   | 21 de julho de 2016   |
| WU20L | Amanda Moll    | Estados Unidos | 4.51 m | Austin      | 25 de março de 2022   |

## Medalhistas
| Ouro            | Prata                   | Bronze                  |
| Hana Moll (USA) | Chiara Sistermann (GER) | Janne Sophie Ohrt (GER) |

## Cronograma
Todos os horários são locais (UTC-5).
| Data        | Hora  | Evento       |
| ----------- | ----- | ------------ |
| 1 de agosto | 12:26 | Qualificação |
| 4 de agosto | 08:00 | Final        |

## Resultados

### Qualificação
Qualificação: 4,25 m (Q) ou pelo menos melhor 12 qualificado (q).
| Posição | Grupo | Atleta                | Nacionalidade  | 3.60 | 3.80 | 3.95 | 4.05 | 4.15 | 4.20 | 4.25 | Resultado | Notas |
| ------- | ----- | --------------------- | -------------- | ---- | ---- | ---- | ---- | ---- | ---- | ---- | --------- | ----- |
| 1       | A     | Gemma Tutton          | Grã-Bretanha   | -    | -    | o    | o    |      |      |      | 4.05      | q     |
| 1       | B     | Léa Mauberret         | França         | -    | o    | o    | o    |      |      |      | 4.05      | q     |
| 1       | B     | Heather Abadie        | Canadá         | -    | -    | o    | o    |      |      |      | 4.05      | q     |
| 1       | B     | Hana Moll             | Estados Unidos | -    | -    | o    | o    |      |      |      | 4.05      | q     |
| 1       | A     | Sara Winberg          | Suécia         | o    | o    | o    | o    |      |      |      | 4.05      | q     |
| 6       | A     | Amanda Moll           | Estados Unidos | -    | -    | xo   | o    |      |      |      | 4.05      | q     |
| 7       | A     | Chiara Sistermann     | Alemanha       | -    | xo   | xo   | o    |      |      |      | 4.05      | q     |
| 8       | A     | Cassidy Bradshaw      | Austrália      | xo   | o    | xxo  | o    |      |      |      | 4.05      | q     |
| 9       | B     | Janne Sophie Ohrt     | Alemanha       | o    | xo   | o    | xo   |      |      |      | 4.05      | q     |
| 10      | B     | Elise Russis          | França         | -    | -    | xxo  | xo   |      |      |      | 4.05      | q     |
| 11      | A     | Silja Andersson       | Suécia         | -    | -    | o    | xxo  |      |      |      | 4.05      | q     |
| 12      | B     | Sophie Ashurst        | Grã-Bretanha   | -    | o    | xo   | xxo  |      |      |      | 4.05      | q     |
| 13      | A     | Iliana Triantafyllou  | Grécia         | xo   | xo   | o    | xxo  |      |      |      | 4.05      | q     |
| 14      | A     | Clara Fernández       | Espanha        | o    | xo   | o    | xxx  |      |      |      | 3.95      |       |
| 15      | B     | Anastasia Retsa       | Grécia         | xo   | xxo  | xo   | xxx  |      |      |      | 3.95      |       |
| 16      | B     | Petra Garamvölgyi     | Hungria        | -    | xo   | xxo  | xxx  |      |      |      | 3.95      |       |
| 17      | B     | Alisona Diāna Neidere | Letónia        | -    | o    | xxx  |      |      |      |      | 3.80      |       |
| 17      | A     | Sonya Urbanowicz      | Canadá         | o    | o    | xxx  |      |      |      |      | 3.80      |       |
| 19      | A     | Romy Burkhard         | Suíça          | -    | xxo  | xxx  |      |      |      |      | 3.80      |       |
| 20      | B     | Alejandra Saborit     | Espanha        | xxx  |      |      |      |      |      |      | NM        |       |
| 20      | A     | Carol Dayana Ruiz     | Colômbia       | xxx  |      |      |      |      |      |      | NM        |       |

### Final
A prova final foi realizada no dia 4 de agosto às 08:00. 
| Posição           | Atleta               | Nacionalidade  | 3.95 | 4.10 | 4.20 | 4.30 | 4.35 | 4.40 | 4.45 | Resultado | Notas                |
| ----------------- | -------------------- | -------------- | ---- | ---- | ---- | ---- | ---- | ---- | ---- | --------- | -------------------- |
| Medalha de ouro   | Hana Moll            | Estados Unidos | o    | o    | o    | xo   | xxo  | -    | xxx  | 4.35      |                      |
| Medalha de prata  | Chiara Sistermann    | Alemanha       | o    | xo   | o    | o    | xxx  |      |      | 4.30      | Recorde pessoal      |
| Medalha de bronze | Janne Sophie Ohrt    | Alemanha       | o    | o    | o    | xxo  | xxx  |      |      | 4.30      | Recorde pessoal      |
| 4                 | Elise Russis         | França         | o    | xxo  | o    | xx-  | x    |      |      | 4.20      |                      |
| 5                 | Amanda Moll          | Estados Unidos | -    | o    | xo   | xxx  |      |      |      | 4.20      |                      |
| 6                 | Silja Andersson      | Suécia         | o    | o    | xxx  |      |      |      |      | 4.10      |                      |
| 7                 | Sophie Ashurst       | Grã-Bretanha   | o    | o    | xxx  |      |      |      |      | 4.10      |                      |
| 8                 | Heather Abadie       | Canadá         | xo   | o    | xxx  |      |      |      |      | 4.10      |                      |
| 9                 | Léa Mauberret        | França         | xo   | xo   | xxx  |      |      |      |      | 4.10      |                      |
| 10                | Gemma Tutton         | Grã-Bretanha   | o    | xxo  | xxx  |      |      |      |      | 4.10      | Recorde pessoal      |
| 10                | Sara Winberg         | Suécia         | o    | xxo  | xxx  |      |      |      |      | 4.10      | Recorde da temporada |
| 12                | Iliana Triantafyllou | Grécia         | o    | xxx  |      |      |      |      |      | 3.95      |                      |
| 13                | Cassidy Bradshaw     | Austrália      | xo   | xxx  |      |      |      |      |      | 3.95      |                      |

Legenda
| Recorde mundial       | Recorde mundial (World record)               |                       | Recorde africano                      | Recorde africano (African) |                                           | Q | Classificado por posição (Qualified) |
| Recorde do campeonato | Recorde do campeonato (Championship record)  | Recorde da América    | Recorde da América (Americas)         | q                          | Classificado por melhor tempo (Qualified) |   |                                      |
| Melhor marca do ano   | Melhor marca do ano (World leading)          | Recorde asiático      | Recorde asiático (Asian)              | DNS                        | Não largou (Did not start)                |   |                                      |
| Recorde nacional      | Recorde nacional (National record)           | Recorde europeu       | Recorde europeu (European)            | DNF                        | Não terminou (Did not finish)             |   |                                      |
| Recorde pessoal       | Recorde pessoal do atleta (Personal best)    | Recorde da Oceania    | Recorde da Oceania (Oceania)          | DSQ / DQ                   | Desclassificado (Disqualified)            |   |                                      |
| Recorde da temporada  | Recorde da temporada do atleta (Season best) | Recorde sul-americano | Recorde sul-americano (South America) | NM                         | Sem marca (No mark)                       |   |                                      |